# Pixel 3a
El Pixel 3a y el Pixel 3a XL son un par de teléfonos inteligentes Android diseñados, desarrollados y comercializados por Google como parte de la línea de productos Google Pixel. Colectivamente, sirven como variantes de gama media del Pixel 3 y el Pixel 3 XL. Fueron anunciados oficialmente el 7 de mayo de 2019 en la conferencia Google I/O, siete meses después del anuncio de la línea original Pixel 3, y fueron lanzados el mismo día. El 3 de agosto de 2020, fueron sucedidos por el Pixel 4a.

## Especificaciones

### Diseño
El Pixel 3a y el Pixel 3a XL vienen en tres colores: «Just Black» (completamente negro), «Clearly White» (blanco con un botón de encendido naranja) y «Purple-ish» (lila, con un botón de encendido amarillo neón). Tanto el Pixel 3a como el Pixel 3a XL se asemejan al Pixel 3 más pequeño, siguiendo las críticas al notch del Pixel 3 XL. Se parecen a sus contrapartes más caras, pero ambos tienen una construcción de un cuerpo de policarbonato y cristal Asahi Dragontrail, en lugar del cristal Corning Gorilla Glass que se utiliza en la mayoría de otros teléfonos inteligentes.

### Hardware
El Pixel 3a y el Pixel 3a XL integran el procesador Snapdragon 670 y 4 GB de RAM, con 64 GB de almacenamiento interno eMMC no expandible. Ambos dispositivos carecen de carga inalámbrica, resistencia al agua y del Pixel Visual Core (PVC), características estándar en el Pixel 3. Cuentan con altavoces estéreo y un conector para auriculares de 3.5 mm, este último que fue omitido en el Pixel 2 y Pixel 3. A diferencia del Pixel 2 y Pixel 3, solo uno de los altavoces emite hacia adelante, mientras que el otro altavoz se encuentra en la parte inferior. Se utiliza un puerto USB-C en ambos para cargar y conectar otros accesorios. Ambos teléfonos también cuentan con Active Edge, donde apretar los lados del teléfono activa el Asistente de Google, que debutó con el Pixel 2 y el Pixel 2 XL.

#### Cámara
El Pixel 3a y el Pixel 3a XL cuentan con una cámara trasera de 12.2 megapíxeles, que es la misma unidad que se encuentra en el Pixel 3, y una única cámara frontal de 8 megapíxeles, sin el segundo sensor de ángulo amplio. Tienen muchas de las mismas funciones fotográficas que el Pixel 3. Algunas de estas características de la Cámara de Google incluyen:
- Night Sight: mejora drásticamente el rendimiento con poca luz sin flash ni trípode.[6]
- Astrofotografía: Google actualizó el Pixel 3a con una vista nocturna mejorada que incluye un modo de astrofotografía.[7]
- Super Res Zoom: emplea técnicas de superresolución para aumentar la resolución más allá de lo que tradicionalmente lograría la combinación de sensor y lente utilizando cambios sutiles debido al movimiento manual y la estabilización óptica de la imagen.[3]
- Top Shot: toma una ráfaga de fotos HDR+ y selecciona automáticamente las mejores tomas.[3] Una actualización agregó Top Shot para videos cortos.[7]
- Google Lens: reconoce objetos y texto vistos en la cámara del Pixel 3a y Pixel 3a XL.

Las capacidades de Google Fotos del Pixel 3a son más restrictivas que las del Pixel 3, ya que se limitan a copias de seguridad gratuitas de «alta calidad»; mientras que las imágenes y videos a resolución completa cuentan para la cuota de Google Drive.

### Software
El Pixel 3a y el Pixel 3a XL se envían con Android 9.0 Pie al momento del lanzamiento y son actualizables a Android 12 con su última actualización oficial de software lanzada en septiembre de 2022, aunque sistemas operativos de terceros como Ubuntu Touch también se pueden instalar.
El Pixel 3a y el Pixel 3a XL fueron actualizados incorporando varias funciones del Pixel 4, incluyendo: Subtítulos en tiempo real, Grabadora de Google, Nuevo Asistente de Google, Modo Astrofotografía y Top Shot para videos cortos.

### Precio
El Pixel 3a se vendió a un precio recomendado de venta al público (MSRP) de 399 dólares estadounidenses y el Pixel 3a XL a un MSRP de 479 dólares estadounidenses. Esto los convierte en los teléfonos Pixel más económicos hasta el momento de su lanzamiento, con solo la serie anterior Google Nexus teniendo modelos más baratos.

### Modelos
| Modelo | Tipo        | Región                     | SKU        | SKU               | SKU        |
| Modelo | Tipo        | Región                     | solo negro | Claramente blanco | Púrpura    |
| ------ | ----------- | -------------------------- | ---------- | ----------------- | ---------- |
| G020A  | Píxel 3a XL | Verizon                    | GA00661-US |                   | GA00663-ES |
| G020B  | Píxel 3a XL | Reino Unido, Europa y APAC |            |                   |            |
| G020C  | Píxel 3a XL | América del Norte          | GA00664-ES | GA00665-ES        | GA00666-ES |
| G020D  | Píxel 3a XL | Japón                      |            |                   |            |
| G020E  | Píxel 3a    | Verizon                    | GA00652-ES |                   | GA00654-ES |
| G020F  | Píxel 3a    | Reino Unido, Europa y APAC |            |                   |            |
| G020G  | Píxel 3a    | América del Norte          | GA00655-ES | GA00656-ES        | GA00657-ES |
| G020H  | Píxel 3a    | Japón                      |            |                   |            |

### Redes celulares
| Píxel 3a y Píxel 3a XL Versión de región | Bandas               | Bandas         | Bandas          | Bandas                                                   |
| Píxel 3a y Píxel 3a XL Versión de región | GSM (2G)             | CDMA (3G)      | UMTS (3G)       | LTE (4G)                                                 |
| ---------------------------------------- | -------------------- | -------------- | --------------- | -------------------------------------------------------- |
| América del norte                        | 850, 900, 1800, 1900 | BC0, BC1, BC10 | 1-2, 4-5, 8     | 1-5, 7-8, 12-14, 17, 20, 25-26, 28-30, 38, 40-41, 66, 71 |
| Verizon                                  | 850, 900, 1800, 1900 | BC0, BC1, BC10 | 1-2, 4-5, 8     | 1-5, 7-8, 12-13, 17, 20, 25-26, 28, 32, 38, 40-41, 66    |
| Reino Unido, Europa y APAC               | 850, 900, 1800, 1900 | BC0, BC1, BC10 | 1-2, 4-5, 8     | 1-5, 7-8, 12-13, 17, 20, 25-26, 28, 32, 38, 40-41, 66    |
| Japón                                    | 850, 900, 1800, 1900 | -              | 1-2, 4-6, 8, 19 | 1-5, 8, 12-13, 17-19, 21, 26, 28, 38, 41                 |

## Recepción
La calidad de la cámara del Pixel 3a fue muy elogiada, especialmente considerando el precio del dispositivo, con Tom's Guide calificándolo como «el nuevo referente de gama media» para las cámaras. Tom's Guide otorgó al Pixel 3a un premio Editor's Choice y una calificación de 4.5/5, concluyendo que «tiene, con mucho, la mejor cámara, software y pantalla que podrías esperar en un teléfono de $400». The Verge también fue positivo, otorgando tanto al 3a como al 3a XL un 8/10, afirmando que «[captura] fotos que son casi indistinguibles de las que obtienes con un Pixel 3». La duración de la batería y la calidad de construcción también fueron elogiadas, mientras que los revisores criticaron el procesador más lento y la falta de carga inalámbrica y resistencia al agua.
El 3a obtuvo una puntuación general de 101 en DxOMark (igualando al iPhone XR y a 1 punto del Pixel 3), con una puntuación de 103 para fotos y 98 para videos.
El Pixel 3a y el Pixel 3a XL llevaron a que las ventas de teléfonos inteligentes de Google se duplicaran en el segundo trimestre de 2019.